# Stöckener Bach (Leine)
Der Stöckener Bach ist ein etwa 2,7 Kilometer langer, orographisch rechter und östlicher Zufluss der Leine im hannoverschen Stadtteil Stöcken in Niedersachsen (Deutschland).

## Geographie
Der Stöckener Bach entspringt heute in der Nähe der Straßenecke Gretelriede / Eilersweg einem Rohr, das der Entwässerung der einst feuchten Senke Gretelriede dient. Eine Verbindung zum historischen Oberlauf Strangriedegraben lässt sich nicht mehr erkennen. Der in seinem Oberlauf weitgehend verrohrte Bach fließt in einem mit steilen Böschungen verbauten Graben in westliche Richtung. Mittel- und Unterlauf des Baches verlaufen in einem langgestreckten schmalen Grünzug. Hier wurden im Stöckener Gemeindeholz verrohrte Abschnitte beseitigt und ein naturnahes Flussbett mit Windungen und Flutmulden hergestellt. Der Stöckener Bach hat sich an der Terrassenkante des Neustadt-Stöckener Leinetals ein 4 m tiefes Kerbtal gegraben, in welchem im Vergleich zur Umgebung viele Pflanzen- und Tierarten vorkommen. Kurz vor der Mündung in die Leine unterquert er die Bundesstraße 6, Straße Am Leineufer unter Gitterrosten in einem auch von Fahrradfahrern genutzten Tunnel. Gefälle und manchmal sogar die Fließrichtung des Wassers an der Mündung in die Leine variieren je nach deren Wasserstand. Da der Stöckener Bach vor allem durch die Regenwasserkanäle der Stadtteile Stöcken, Ledeburg, Leinhausen und des Industriegebiets Stöcken gespeist wird, schwillt seine Wasserführung bei Regenfällen stark an. Vor allem im Spätsommer und Herbst fällt der Bach zuweilen trocken.

## Umwelt
Die ungleichmäßige Wasserführung und die durch die Regenwasserkanäle in den Bach eingetragenen organischen Schmutzstoffe halten die  Arten- und vor allem Individuenzahlen im Gewässer im Verhältnis zu anderen Bächen niedrig.

### Fauna
Bei Gewässeruntersuchungen wurden 2007 lediglich Wasserasseln in größerer Zahl gefunden. Vereinzelt gab es Gemeine Schlammschnecken (Radix ovata), Blasenschnecken (Physa acuta), Kugelmuscheln (Sphaerium spec.), Achtäugige Schlundegel (Erpobdella octoculata) und Flohkrebse (Gammarus pulex). Im periodisch trocken fallenden Bachabschnitt im Gemeindeholz kam statt der Flohkrebse die Leberegelschnecke (Galba truncatula) vor.

### Wasserqualität
Der Stöckener Bach ist unterhalb des 2007 nicht näher untersuchten, weitgehend verrohrten Abschnitts überall kritisch belastet (Güteklasse II-III).